# بارسینگرهورن
بارسینگرهورن (به هلندی: Barsingerhorn) یک منطقهٔ مسکونی در هلند است که در Hollands Kroon واقع شده‌است.